# سيدريك بوزويل
سيدريك بوزويل (بالإنجليزية: Cedric Boswell)‏ مواليد 21 يوليو 1969 في ديترويت، هو ملاكم أمريكي يصنف ضمن فئة الوزن الثقيل.

## إحصائيات
خاض خلال مسيرته 36 نزالا، فاز في 34 ولم يتعادل وخسر في 2. فاز بالضربة القاضية في 26 نزالا.

## روابط خارجية
- سيدريك بوزويل على موقع بوكس ريك (الإنجليزية) (registration required)